# Classic Albums: Metallica - Metallica
Classic Albums è il settimo album video del gruppo musicale statunitense Metallica, pubblicato il 6 novembre 2001.

## Descrizione
Il DVD contiene la storia della produzione dell'album omonimo del gruppo attraverso interviste esclusive, foto e performance d'archivio e contributi del produttore Bob Rock e dei quattro membri dei Metallica. Il video narra tutta la storia soffermandosi sulle tracce principali dell'album, ovvero Enter Sandman, Sad but True, Holier Than Thou, The Unforgiven, Wherever I May Roam e Nothing Else Matters.

## Tracce
1. Enter Sandman
2. Sad but True
3. Holier Than Thou
4. The Unforgiven
5. Wherever I May Roam
6. Nothing Else Matters

### Interviste
1. James e Lars discutono riguardo alla scrittura delle canzoni
2. Tecniche di registrazione della batteria
3. Assolo di Kirk - Wherever I May Roam
4. Jason parla di My Friend of Misery
5. Bob Rock nel deserto
6. Il mixaggio, la masterizzazione e la fine della storia
7. The God That Failed

## Formazione
- James Hetfield – voce, chitarra ritmica
- Kirk Hammett – chitarra solista
- Jason Newsted – basso, cori
- Lars Ulrich – batteria